# European coil coating association
Pour les articles homonymes, voir ECCA.
 (août 2013).
European Coil Coating Association (ECCA) est une association internationale à but non lucratif spécialisée dans la promotion de l’utilisation du métal prélaqué, matériau respectueux de l’environnement, économique et de grande qualité.[réf. nécessaire]

## Objectifs
Les objectifs de l’ECCA sont les suivants :
- Élaboration de normes de performance et développement de méthodes d’essai[1],
- Mise en avant des avantages des bobines ou feuilles de métal prélaqué, en insistant particulièrement sur la qualité, les aspects écologique et économique,
- Développement du marché du prélaquage

, encouragement à utiliser le produit et le procédé,
- Faire connaître les bobines ou feuilles de métal prélaqué, grâce à un marketing professionnel et la formation des non-utilisateurs,
- Mise en place d’un réseau professionnel et d’un forum d’échanges d’idées,
- Représentation de l’Industrie auprès des organismes publics et parapublics,
- Relations avec d’autres organisations professionnelles.

## Activités
Pour parvenir à ces objectifs, l’ECCA a développé entre autres les activités suivantes :
- Organisation de séminaires scientifiques et techniques et de congrès internationaux regroupant les membres de l’ECCA ainsi que d’autres acteurs de la filière du prélaquage,
- Publication de statistiques et d’études scientifiques et techniques,
- Suivi de la nouvelle législation (principalement en matière d’environnement)
- Jouer un rôle d’intermédiaire avec les institutions européennes et nationales[2].

## Membres
L’ECCA compte plus de 140 membres (groupes internationaux inclus):
- Prélaqueurs acier et aluminium
- Fabricants de laques/peintures, film, traitement de surfaces
- Centres de service
- Fournisseurs de matières premières
- Fabricants d’équipements (ci-inclus les fabricants de lignes de prélaquage complètes ou d’éléments de lignes)
- Fournisseurs de technologies
- Autres organisations professionnelles ou instituts

Les sociétés membres sont entre autres ArcelorMittal, Tata Steel, Novelis, Hydro Aluminium, Beckers Group, Akzo Nobel Industrial Finishes, BASF, Shingels, Henkel, Bronx…

## Organigramme
L’Assemblée Générale de l’ECCA est l’autorité suprême de l’Association. Un délégué de chaque société membre est désigné pour participer et voter aux Assemblées Générales.
Le Comité Exécutif comprend le président, le président sortant, le vice-président, les présidents du comité marketing, du comité technique, et du comité développement durable et environnement, ainsi que le directeur général de l’ECCA.
Le Conseil d’Administration comprend les membres du Comité Exécutif ainsi que d’autres membres élus par l’Assemblée Générale. En 2013, ils sont au nombre de 16. Le Conseil d’Administration a les pouvoirs les plus étendus pour assurer toutes les démarches administratives de l’Association en-dehors de celles qui sont réservées à l’Assemblée Générale selon les statuts de l’Association ou selon la loi. 
Le Secrétariat Général assure le management quotidien de l’ECCA. 4 employés travaillent à temps plein pour servir les intérêts des membres de l’ECCA.
L’ECCA est aussi représentée nationalement en France, en Allemagne, au Royaume-Uni, en Italie, aux Pays-Bas, et dans les pays scandinaves. Ces 6 groupes nationaux ont été créés afin de répondre aux problématiques locales des membres ainsi que des non-membres de l’ECCA.